# Quilodactílids

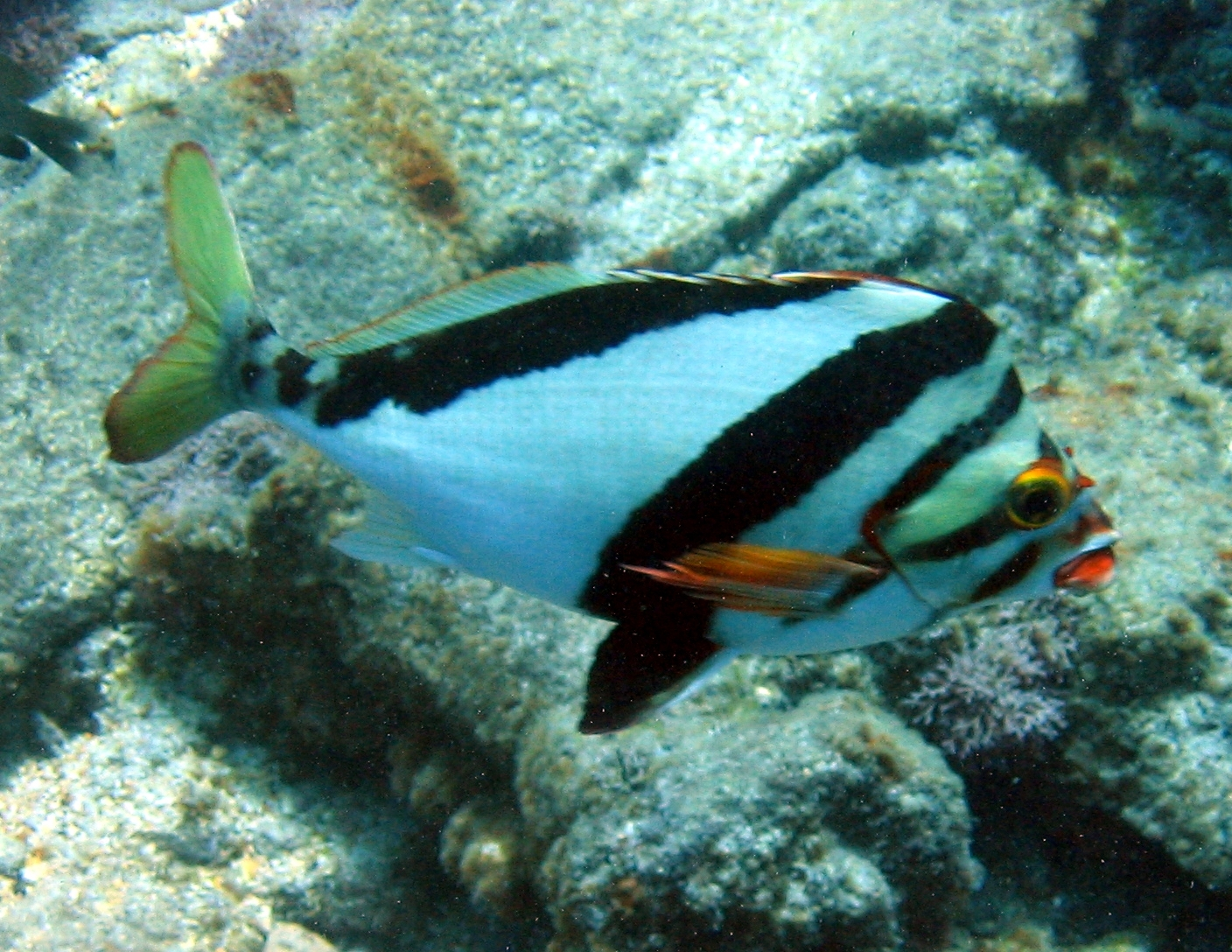
Goniistius vittatus

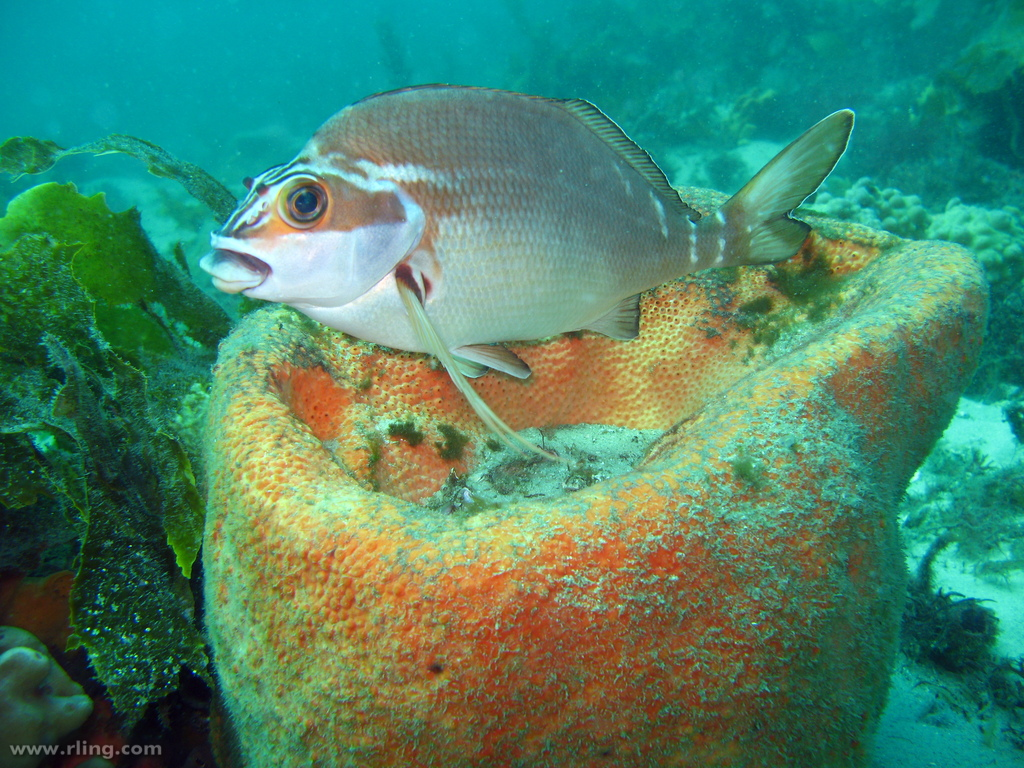
Goniistius fuscus

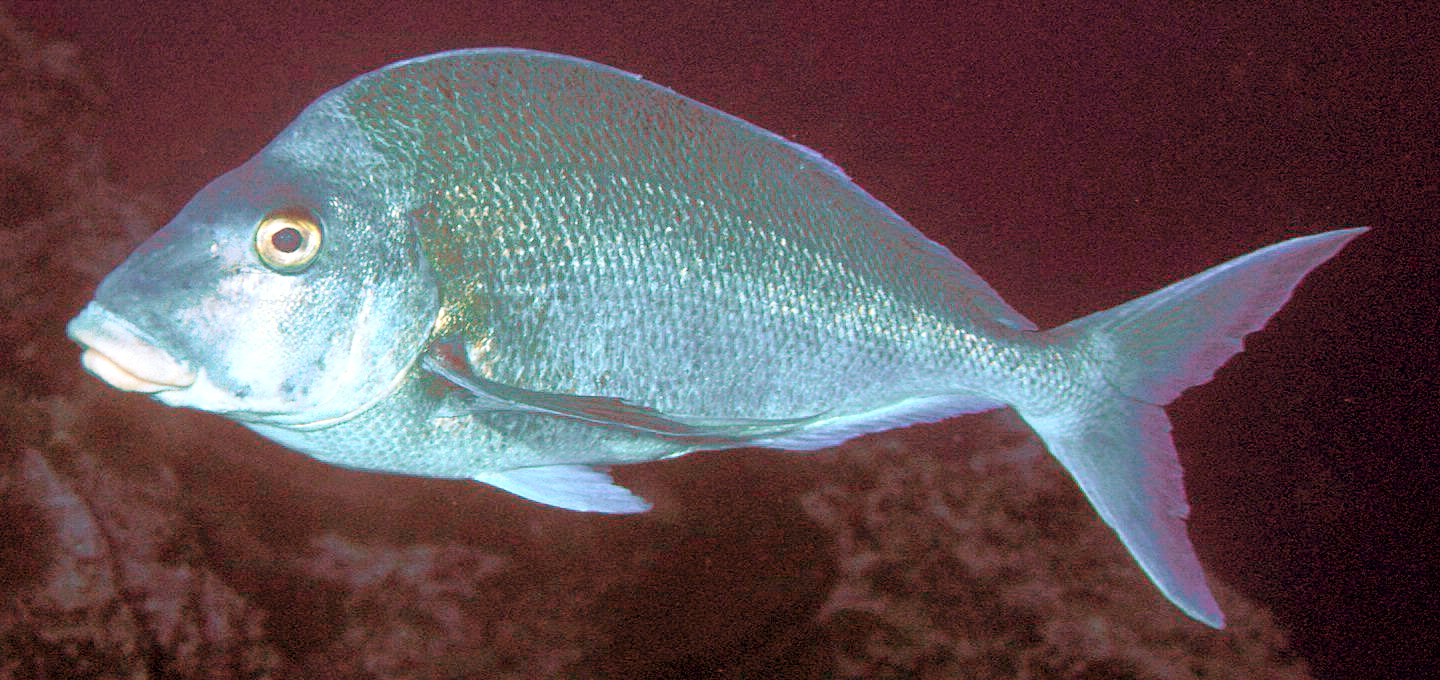
Nemadactylus douglasii

Els quilodactílids (Cheilodactylidae) són una família de peixos marins inclosa en l'ordre dels perciformes, distribuïts per tots els oceans de l'hemisferi sud.

## Taxonomia
- Gènere Cheilodactylus (Lacepède, 1803)
  - Cheilodactylus fasciatus (Lacepède, 1803)
  - Cheilodactylus nigripes (Richardson, 1850)
  - Cheilodactylus pixi (Smith, 1980)
  - Cheilodactylus rubrolabiatus (Allen i Heemstra, 1976)
  - Cheilodactylus variegatus (Valenciennes en Cuvier i Valenciennes, 1833)
- Gènere Chirodactylus (Gill, 1862)
  - Chirodactylus brachydactylus (Cuvier en Cuvier i Valenciennes, 1830)
  - Chirodactylus grandis (Günther, 1860)
  - Chirodactylus jessicalenorum (Smith, 1980)
- Gènere Dactylophora (De Vis, 1883)
  - Dactylophora nigricans (Richardson, 1850)
- Gènere Goniistius (Gill, 1862)
  - Goniistius ephippium (McCulloch y Waite, 1916)
  - Goniistius fuscus (Castelnau, 1879)
  - Goniistius gibbosus (Richardson, 1841)
  - Goniistius plessisi (Randall, 1983)
  - Goniistius quadricornis (Günther, 1860)
  - Goniistius spectabilis (Hutton, 1872)
  - Goniistius vestitus (Castelnau, 1879)
  - Goniistius vittatus (Garrett, 1864)
  - Goniistius zebra (Döderlein en Steindachner i Döderlein, 1883)
  - Goniistius zonatus (Cuvier & Valenciennes, 1830)
- Gènere Nemadactylus (Richardson, 1839)
  - Nemadactylus bergi (Norman, 1937)
  - Nemadactylus douglasii (Hector, 1875)
  - Nemadactylus gayi (Kner, 1865)
  - Nemadactylus macropterus (Forster en Bloch i Schneider, 1801)
  - Nemadactylus monodactylus (Carmichael, 1819)
  - Nemadactylus valenciennesi (Whitley, 1937)
  - Nemadactylus vemae (Penrith, 1967)